# Васьково (посёлок, Ленинградская область)
Васьково — посёлок в Лидском сельском поселении Бокситогорского района Ленинградской области.

## История

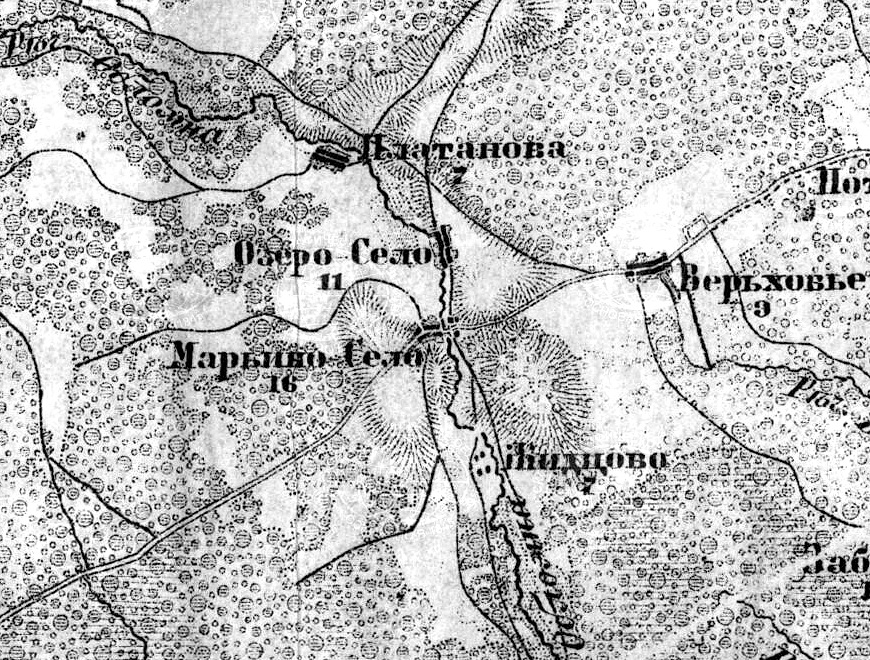
Земли посёлка Васьково на карте 1917 года

Согласно карте Новгородской губернии 1917 года, на месте посёлка Васьково находилась деревня Жидцово, которая насчитывала 7 крестьянских дворов.
С 1917 по 1927 год деревня входила в состав Советской волости Устюженского уезда Череповецкой губернии. 
С 1927 года, в составе Потокского сельсовета Ефимовского района.
С 1965 года, в составе Бокситогорского района. В 1965 году в посёлке проживали 592 человека.
По данным 1966 и 1973 годов посёлок Васьково входил в состав Потокского сельсовета Бокситогорского района.
По данным 1990 года посёлок Васьково входил в состав Подборовского сельсовета.
В 1997 году в посёлке Васьково Подборовской волости проживали 215 человек, в 2002 году — 133 человека (русские — 96 %).
В 2007 году в посёлке Васьково Подборовского сельского поселения проживали 109 человек, в 2010 году — 99.
Со 2 июня 2014 года — в составе вновь созданного Лидского сельского поселения Бокситогорского района.
В 2015 году в посёлке Васьково Лидского СП проживали 111 человек.

## География
Посёлок расположен в восточной части района на автодороге 41К-033 (Сомино — Ольеши).
Расстояние до посёлка Подборовье — 6 км.
Расстояние до ближайшей железнодорожной станции Подборовье — 7 км. Ближайший остановочный пункт — платформа 7 км.
Через посёлок протекает река Обломна.

## Демография
| 1997 | 2002 | 2007 | 2010 | 2017 |
| ---- | ---- | ---- | ---- | ---- |
| 215  | ↘133 | ↘109 | ↘99  | ↘91  |

## Инфраструктура
На 1 января 2016 года в посёлке было зарегистрировано 62 домохозяйства.

## Улицы
Горная, Заречная, Лесная, Полевая, Разъезжая, Финляндская.